# Sumir Kumar Shah
Sumir Kumar Sah (ur. 1987) – nepalski zapaśnik walczący w stylu wolnym. Zajął 21. miejsce na mistrzostwach świata w 2021. Czternasty na igrzyskach azjatyckich w 2014. Brązowy medalista Igrzysk Azji Południowej w 2019 roku.